# Pandora (Ohio)
Pour les articles homonymes, voir Pandora.
Pandora est un village américain situé dans le comté de Putnam, dans l’Ohio. Selon le recensement de 2010, sa population est de 1 153 habitants.